# Dorice Fordred
Dorice Fordred (Puerto Elizabeth, 25 de noviembre de 1902 – Londres, 4 de agosto de 1980) fue una actriz sudafricana, más conocida por sus actuaciones de personajes shakesperianos en los escenarios de Londres.

## Biografía
Fordred nació y se crio cerca de Puerto Elizabeth, Sudáfrica. Viajó a Inglaterra para estudiar teatro.
Pasó la mayor parte de su carrera en los escenarios de Londres, donde debutó en 1923 y apareció regularmente en las décadas de 1920 y 1930. Algunas de las producciones londinenses en las que participó incluyen Los dos hidalgos de Verona y Troilus & Cressida (1923); Faust, La fierecilla domada y El sueño de una noche de verano (1924); Hamlet y Macbeth (1925); Summer's Lease (1935); Otelo (1924 y 1935); El rey Lear (1936);  Adults Only y We At the Crossroads (1939).
En Broadway, tuvo un crédito, por Pago diferido (1931), actuando junto con Elsa Lanchester y Charles Laughton.
También participó en películas como Blue Bottles y Daydreams, ambos cortometrajes de 1928, ahora perdidos y basados en historias de H. G. Wells, y protagonizados por Elsa Lanchester y Charles Laughton; El pasajero silencioso (1935); Como quieras (1936), protagonizada por Laurence Olivier; Caballero sin armadura (1937), protagonizada por Marlene Dietrich; La niñera que desapareció (1939); Vida robada (1939); John Smith despierta (1940); y El juego de la piel (1951).